# 39/Smooth

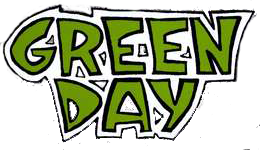
Logotipo de la banda Green Day en el álbum "39/Smooth".

39/Smooth —en español: 39/Suave— es el primer álbum de estudio de la banda de punk rock estadounidense Green Day. Se publicó el año 1990, conteniendo diez pistas o canciones.
Un poco más tarde, sus canciones se juntaron con las de otros discos, en este caso EP, publicados un poco más pronto que 39/Smooth. Estos discos eran: Slappy y 1,000 Hours. También con una canción de The Big One Compilation. Todas estas canciones formaron el álbum recopilatorio 1,039/Smoothed Out Slappy Hours, el primer álbum recopilatorio de  Green Day.
Este álbum tiene un estilo de base que siempre es el mismo en todas las canciones. Si se escucha, se notará como todas las pistas tienen un fondo muy parecido. Aparte de eso, hay canciones lentas, como Rest, y otros tipos.
Algunas de las canciones más conocidas del álbum son "Going To Pasalascqua" y "16". En el álbum hay una canción de John Kiffmeyer, "I Was There", la cual Green Day grabó a su estilo y la incorporó en el disco.

## Lista de canciones
Todas las letras escritas por Billie Joe Armstrong, excepto las indicadas, toda la música compuesta por Green Day. 
| 39/Smooth |                                |          |  |
| N.º       | Título                         | Duración |  |
| 1.        | «At the Library»               | 2:28     |  |
| 2.        | «Don't Leave Me»               | 2:39     |  |
| 3.        | «I Was There (John Kiffmeyer)» | 3:36     |  |
| 4.        | «Disappearing Boy»             | 2:52     |  |
| 5.        | «Green Day»                    | 3:29     |  |
| 6.        | «Going to Pasalacqua»          | 3:31     |  |
| 7.        | «16»                           | 3:24     |  |
| 8.        | «Road to Acceptance»           | 3:36     |  |
| 9.        | «Rest»                         | 3:06     |  |
| 10.       | «The Judge's Daughter»         | 2:36     |  |
| 31:17     |                                |          |  |

## Créditos
- Billie Joe Armstrong - Guitarra, vocalista
- Mike Dirnt - Bajo, coros
- John Kiffmeyer - Batería